# 교고쿠 다카미쓰 (에도 시대)

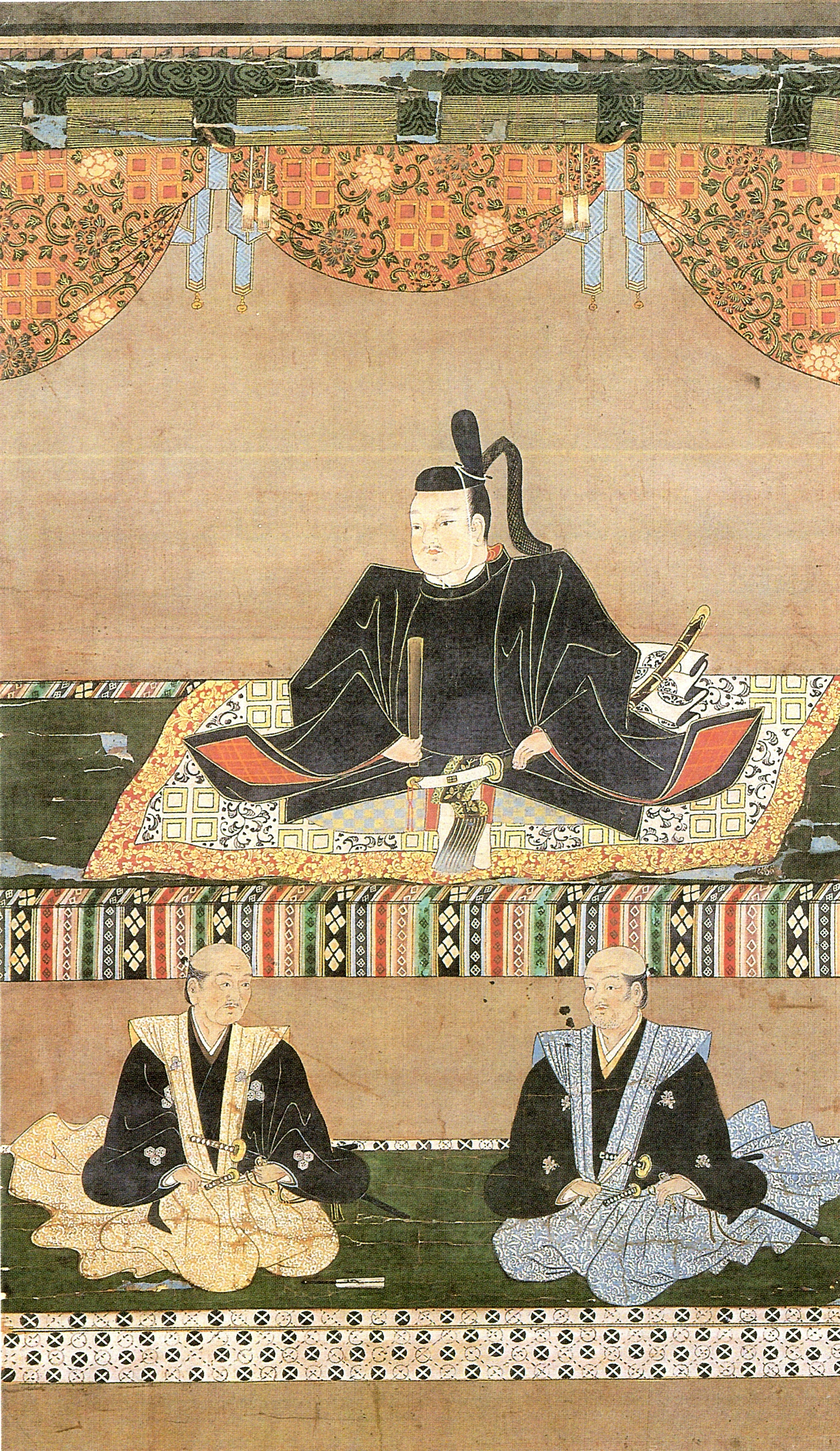
교고쿠 다카미쓰

교고쿠 다카미쓰(일본어: 京極高三, 1607년 4월 13일 ~ 1636년 10월 11일)는 단고 다나베 번(마이즈루 번) 초대 번주를 지냈다. 다지마 도요오카 번 교고쿠가(但馬豊岡藩京極家) 시조.
미야즈 번주 교고쿠 다카토모의 삼남으로 태어났다.
|  | 제1대 단고 다나베 번 번주 (교고쿠가) 1622년 ~ 1636년 | 후임 교고쿠 다카나오 |